# HONEY BEAT/僕と僕らのあした
「HONEY BEAT/僕と僕らのあした」（ハニー・ビート/ぼくとぼくらのあした）は、V6の30枚目のシングル。2007年1月31日にavex traxから発売された。

## 解説
前作『グッデイ!!』以来、約7か月ぶりのシングル。両A面シングルで、表題曲の2曲にはそれぞれタイアップがついている。
限定生産盤A（CD+DVD）と限定生産盤B（CD+スペシャルブックレット）、通常盤（CD）の3形態でリリースされる。
『HONEY BEAT』と『僕と僕らのあした』、『愛をコメテ（通常盤のみ）』、『I DON'T FORGIVE（通常盤のみ）』の4曲は、喜怒哀楽をテーマに書かれた作品であると、三宅健が自らのラジオで発言していた。ちなみに『HONEY BEAT』が喜、『僕と僕らのあした』が哀、『愛をコメテ』が楽、『I DON'T FORGIVE』が怒。
『第67回NHK紅白歌合戦』に出場した際に『HONEY BEAT』を披露した。

## 特典
- 初回限定盤A
  - DVD
- 初回限定盤B
  - スペシャルフォトブック

## 収録曲

### CD

#### 通常盤
1. HONEY BEAT
作詞・作曲：近藤薫
編曲：鈴木雅也
  - 「早稲田アカデミー」CMソング
  - PVで短ランを着た応援団の格好をしているが、これは三宅健の提案である。V6が受験生を応援している姿が描かれている。また、PVには仲野太賀が出演している。
  - 本曲のPVはこのシングルには収録されておらず、2015年発売のベストアルバム『SUPER Very best』〈V6 20th ANNIVERSARY SHOP限定盤〉の特典DVDにて初めてDVDに収録された。
  - 事務所の後輩・二宮和也（嵐）がカバーアルバム『○○と二宮と』（2022年6月20日配信開始[2]、CDは嵐ファンクラブ会員限定で2022年6月17日発売[3]）でカバーしている。
2. 僕と僕らのあした
作詞・作曲：竹仲絵里
編曲：小幡英之
  - TBS系『学校へ行こう!MAX』テーマソング

PVには湯川舞が出演している。
3. 愛をコメテ
作詞・作曲：木下智哉
編曲：中村康就
  - フジテレビ系『VivaVivaV6』テーマソング

40thシングル「kEEP oN.」カップリング「愛をこめて」とは異なる。
4. I DON'T FORGIVE
作詞：KOMU
作曲・編曲：KOMU・YU
5. HONEY BEAT（Instrumental）
6. 僕と僕らのあした（Instrumental）
7. 愛をコメテ（Instrumental）
8. I DON'T FORGIVE（Instrumental）

#### 初回生産限定盤A/B
※別バージョン曲は初回生産限定盤Bのみ収録。
1. HONEY BEAT
2. 僕と僕らのあした
3. HONEY BEAT [ブリティッシュ・ロックVer.] [4:66] - 坂本昌行・長野博・岡田准一
編曲：椎名邦仁
4. 僕と僕らのあした [アコースティックVer.] [5:43] - 井ノ原快彦・森田剛・三宅健
編曲：家原正樹

### DVD
※初回生産限定盤Aのみ
1. 「僕と僕らのあした」Video Clip

## 収録アルバム
- 『Voyager』（#1, 2）
- 『SUPER Very best』（#1）
- 『Very6 BEST』（#1）

## 映像作品
- V6 LIVE TOUR 2007 Voyager -僕と僕らのあしたへ-（#1,2）
- 20th Century LIVE TOUR 2008 オレじゃなきゃ、キミじゃなきゃ（#1）
- V6 LIVE TOUR 2008 VIBES（#1,4）
- 20th Century LIVE TOUR 2009 HONEY HONEY HONEY/We are Coming Century Boys LIVE Tour 2009 （#1）
- V6 ASIA TOUR 2010 in JAPAN READY?（#1）
- V6 live tour 2011 Sexy.Honey.Bunny! （#1）
- V6 LIVE TOUR 2013 “Oh! My! Goodness!” （#1）
- V6 LIVE TOUR 2015 -SINCE 1995〜FOREVER- （#1）
- The ONES （初回生産限定盤B #1）
- LIVE TOUR 2017 The ONES（#1）
- LIVE TOUR V6 groove（#1）